# Santa Paula
Santa Paula – miasto w Stanach Zjednoczonych, w stanie Kalifornia, w hrabstwie Ventura.